# Ivianets
Ivianets (en biélorusse : Iвяне́ц, en alphabet łacinka : Ivianiec [ivʲaˈnʲets] ; en russe : Ивенец ; en polonais : Iwieniec) est une commune urbaine du raïon de Valojyn, dans la voblast de Minsk, en Biélorussie. Sa population s'élevait à 4 206 habitants en 2017.

## Géographie
Ivianets est située à 54 kilomètres à l'ouest de Minsk.

## Histoire
Après l'invasion, en septembre 1939, puis l'annexion de la Pologne orientale par l'Union soviétique, Ivianets devient le centre d'un raïon de la voblast de Baranavitchy, puis une commune urbaine le 12 octobre 1940. Pendant la Seconde Guerre mondiale, Ivianets est occupée par l'Allemagne nazie du 25 juin 1941 au 6 juillet 1944. En septembre 1941, 50 hommes juifs sont assassinés. En novembre 1941, les Juifs de la ville et des villages voisins sont enfermés dans un ghetto. En 1942, des Juifs du ghetto sont envoyés dans les ghettos voisins, notamment celui de Novogroudok. Le 9 juin 1942, les Allemands assassinent 800 Juifs dans une exécution de masse. Ce crime a lieu dans le cadre de la Shoah par balles. Un mémorial est érigé sur le site de ce massacre. 

## Population
Recensements (*) ou estimations de la population :
| 1959* | 1970* | 1979* | 1989* | 1999* | 2009* |
| ----- | ----- | ----- | ----- | ----- | ----- |
| 2 925 | 3 602 | 4 434 | 4 939 | 5 000 | 4 320 |

| 2012  | 2013  | 2014  | 2015  | 2016  | 2017  |
| ----- | ----- | ----- | ----- | ----- | ----- |
| 4 289 | 4 260 | 4 243 | 4 241 | 4 178 | 4 206 |

## Personnalité
- Félix Dzerjinski est né en périphérie de la ville en 1877.

## Galerie

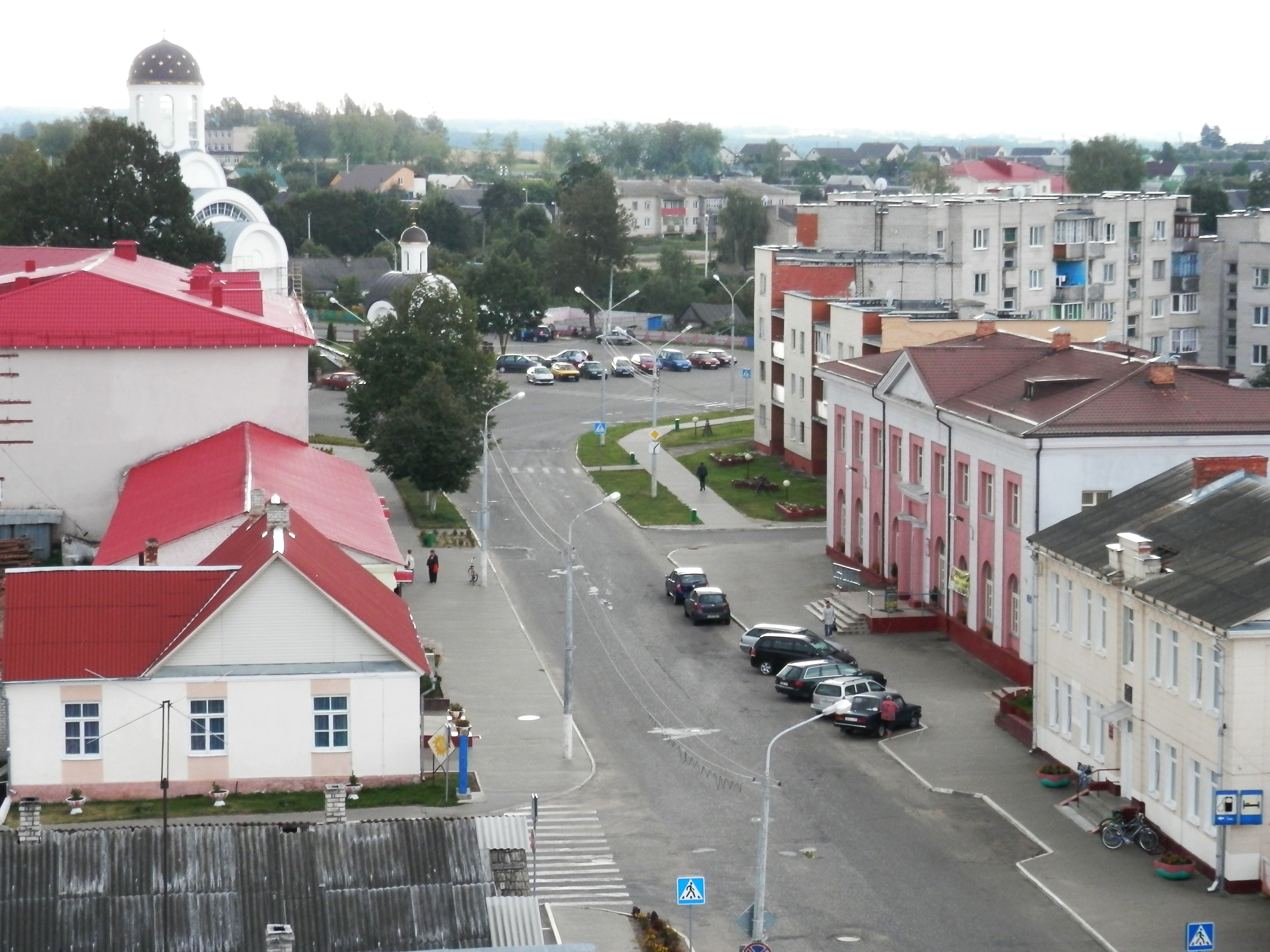
Le centre d'Ivianets.
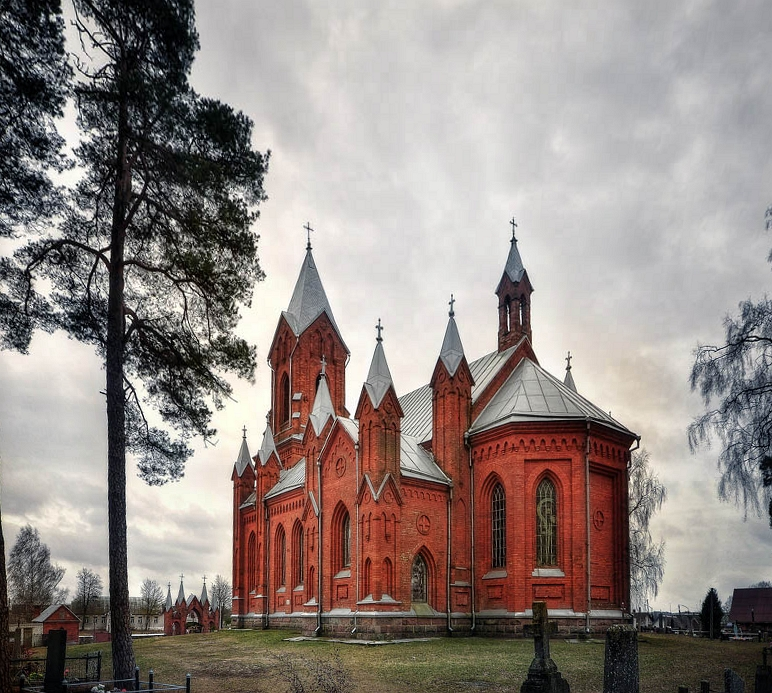
L'église Saint-Alexis.
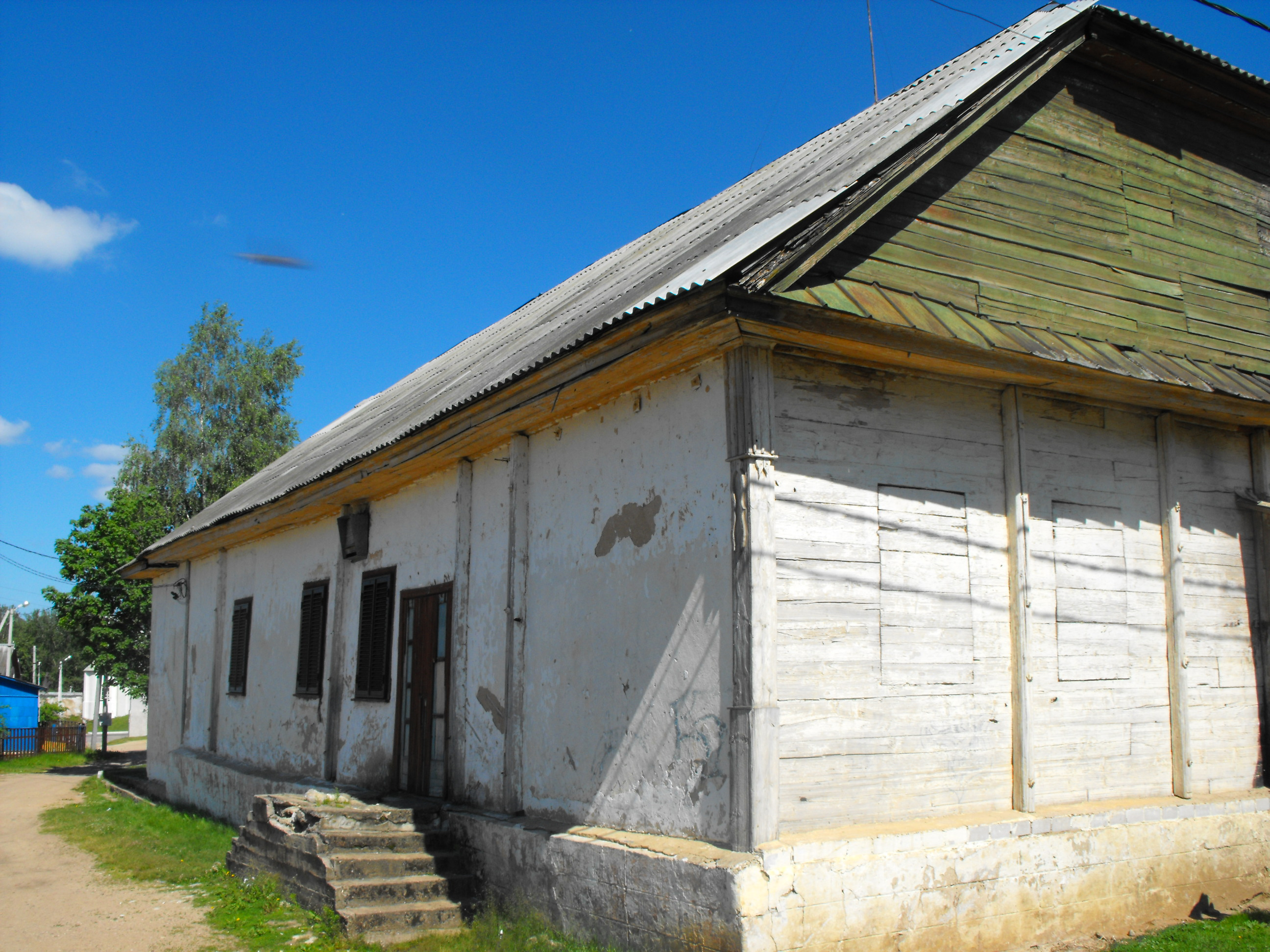
Ancienne synagogue de la ville.
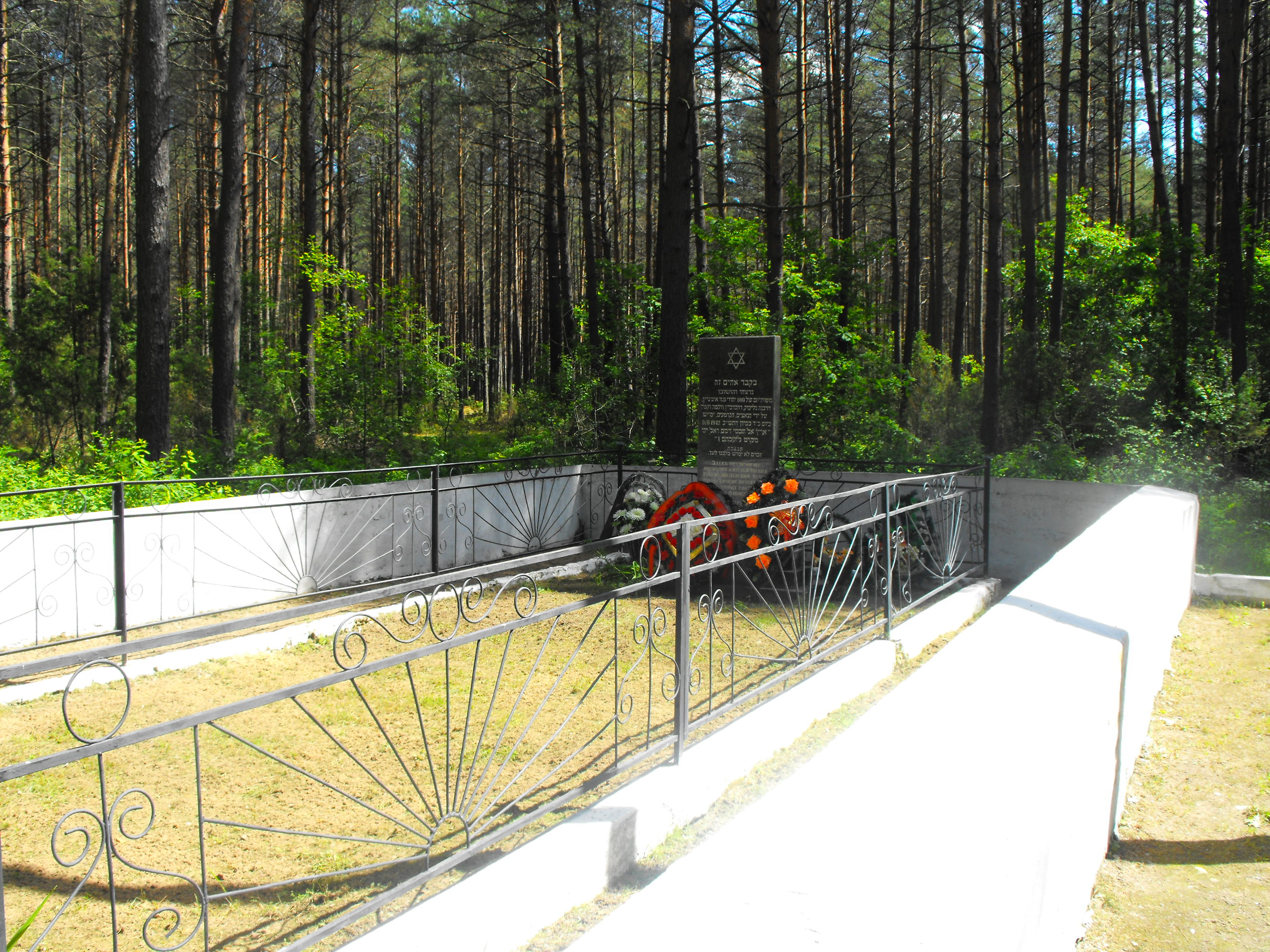
Mémorial sur le site de l'exécution de la communauté juive de la ville.